# Симпъл План
„Симпъл План“ (на английски: Simple Plan – „Прост план“) е поп рок, поп пънк група от Монреал, Квебек, Канада.
В Монреал 13-годишните Чък К. и Джеф С. сформират първата си група Reset, в която членуват още няколко души. Те издават 2 албума: No Worries и No Limits. Скоро Чък и Пиер спират да посещават училище. През 2000 г. Чък и приятелите му от училище Себастиан Л. и Джеф С. основават нова група. По покана на Чък, Пиер се присъединява като вокал.
Четиримата написват първата си песен „I'd Do Anything“. Дейвид Д. е заместил Пиер в Reset и, когато останалите четирима му предлагат да стане част от групата, той се съгласява. Петимата сформират групата Simple Plan, чието име е от филм, който харесват: „A Simple Plan“.
През 2001 г., продуцентът на Lava Records е в града, за да прослуша нова група. Чък го убеждава да види шоуто на Simple Plan, той се съгласява и през 2002 г. издават първия си албум No Pads, No Helmets… Just Balls в стил поп-пънк. Хитове стават първият им сингъл I'm Just a Kid, както и Addicted, I'd Do Anything, Perfect.
Музиката на Simple Plan е използвана в над 50 филма/тв предавания, включително изпълнение на живо във филма на Мери-Кейт и Ашли Олсън: „New York Minute“ и две песни в любимия на децата сериал „What's new Scooby Doo“.
През октомври 2004 г. групата издава своя втори албум Still Not Getting Any…, наричайки го така, защото бандата все още не е получила добри мнения от музикалните критици. Песента Shut Up! („Млъкни!“) по някакъв начин казва на критиците да млъкнат. Сингълът Welcome To My Life постига голям успех.
През март 2008 г. групата издава третия си албум „Simple Plan“. От него успешни сингли са Your Love Is a Lie, When I'm Gone, Save You. Песента Save You е писана за Джей – брата на Пиер Бувие, който е бил болен от рак. Тя е също така и послание към болните от рак и оцелелите от тази болест, като ги окуражава да продължават да бъдат силни и да се борят.
На 21 юни ще бъде издаден и новият албум на бандата Get Your Heart On. You Suck At Love е представена на живо още лятото на 2010 г. Can't Keep My Hands Off You (с участието на Rivers Cuomo) вече дори има и заснет клип, който излиза на 18 април. Видеото е заснето в Лос Анджелис през първата седмица на април. Там е заснето видеото на друга песен от албума – Astornaut. Клипът на Jet Lag е заснет в Торонто в средата на април.
През 2015 г. момчетата тръгват на европейско турне. В края на 2014 г. групата пусна клип от участие на техен концерт, на който изпълняват на живо новата си песен „Boom“, която е включена в новия им албум. Той излиза началото на 2016 г.

## Дискография

### Албуми
- No Pads, No Helmets...Just Balls (2002)
- Still Not Getting Any... (2004)
- Simple Plan (album)|Simple Plan (2008)
- Get Your Heart On! (2011)
- Taking One for the Team (2016)